# Alexandre Thomas (homme politique)
Pour les articles homonymes, voir Alexandre Thomas et Thomas.
Alexandre Thomas, né en janvier 1913 à Plouagat et mort le 21 mai 1990 à Moustéru, est un homme politique français.

## Biographie
Agriculteur dans la région de Guingamp, Alexandre Thomas est mobilisé en 1939. Fait prisonnier, il s'évade puis, de retour dans sa ferme, participe activement au ravitaillement des maquis locaux, coordonné par Louis Rallon.
Nommé maire de la petite commune de Moustéru par les autorités de Libération en 1944, il est élu par les habitants en 1945 et conserve ce mandat jusque dans les années 1970. Parallèlement à son engagement dans les mouvements agricoles (syndicaux et mutualistes), il adhère à la SFIO et participe à la vie de la fédération socialiste départementale.
En 1951, il est placé en deuxième position de la liste pour les législatives, menée par Antoine Mazier, à la suite du refus d'Émile Le Plénier, ancien conseiller général et agriculteur comme lui, de se porter candidat.
Grâce au système des apparentements, il est élu député. Il tente alors en vain de ravir le canton de Guingamp au communiste François Leizour. De nouveau candidat en deuxième position sur la liste socialiste de 1956, il n'est pas réélu.
Après 1956, il devient permanent de la SFIO, travaillant jusqu'en 1958 pour la fédération voisine du Finistère.
Lors de la scission du PSA, particulièrement importante dans le département des Cotes-du-Nord, Alexandre Thomas choisit la fidélité à la direction nationale du parti. C'est ainsi qu'il devient secrétaire d'une fédération SFIO départementale très affaiblie après le départ de Mazier pour le PSA. Devenu délégué national de la SFIO pour les questions agricoles, il tente en 1960 de quitter la direction de la fédération, mais y renonce, aucun candidat ne souhaitant lui succéder.
Il est, à la fin des années 1950 et pendant toutes les années 1960, régulièrement candidat SFIO ou FGDS aux élections (cantonales, sénatoriales, législatives) sans jamais réussir à être élu.

## Sources
- Dictionnaire biographique du mouvement ouvrier mouvement social, notice de Christian Bougeard.
- Dictionnaire des parlementaires français de 1940 à 1958, La Documentation française.